# Brent Jett
Brent Ward Jett, Jr. (ur. 5 października 1958 w Pontiac w stanie Michigan) – amerykański astronauta, pilot wojskowy, komandor United States Navy.

## Wykształcenie i służba wojskowa
- 1976 – szkołę średnią (Northeast High School) ukończył w Oakland Park, stan Floryda.
- 1981 – został absolwentem Akademii Morskiej Stanów Zjednoczonych w Annapolis (United States Naval Academy), stan Maryland, otrzymując licencjat z aeronautyki. W maju rozpoczął służbę w Marynarce Wojennej Stanów Zjednoczonych.
- 1983–1988 – w marcu 1983 uzyskał kwalifikacje pilota lotnictwa morskiego i został skierowany do 101 eskadry myśliwców stacjonującej w bazie lotniczej Oceana (Naval Air Station Oceana) w Virginia Beach, stan Wirginia, gdzie przeszedł przeszkolenie na samolotach typu F-14 Tomcat. Później przeniesiono go do 74 eskadry myśliwców mających swoją bazę na lotniskowcu USS Saratoga. Latając na F-14 Tomcat uczestniczył w dwóch rejsach po Morzu Śródziemnym i Oceanie Indyjskim. Zdobył też uprawnienia LSO (Landing Signal Officer) – oficera pomagającego pilotom w lądowaniu na lotniskowcu. W czasie służby przeszedł kurs w Szkole Myśliwców Lotnictwa Morskiego „TOPGUN” (Navy Fighter Weapon School - TOPGUN).
- 1989 – po ukończeniu Podyplomowej Szkoły Marynarki Wojennej (U.S. Naval Postgraduate School) w Monterey, stan Kalifornia, uzyskał tytuł magistra w dziedzinie inżynierii lotniczej i w czerwcu został przyjęty do Szkoły Pilotów Doświadczalnych Marynarki (U.S. Naval Test Pilot School), której absolwentem został w 1990.
- 1990 – rozpoczął służbę jako pilot doświadczalny w jednym z wydziałów Centrum Lotnictwa Doświadczalnego Marynarki Wojennej (Naval Air Test Center). Latał na samolotach typy F-14A/B/D, T-45A i A-7E.
- 1991 – powrócił do służby na lotniskowcu USS Saratoga w 74 eskadrze myśliwców, gdzie pilotował F-14B.
- 2007 – w lipcu opuścił US Navy i przeszedł w stan spoczynku.

Na przeszło 30 typach różnych samolotów wylatał ponad 5000 godzin. Wykonał ponad 450 lądowań na lotniskowcu.

## Kariera astronauty
- 31 marca 1992 – został wybrany do 14 grupy astronautów NASA, która liczyła 24 osoby. Znaleźli się w niej również przedstawiciele Francji, Włoch, Kanady i Japonii. Od sierpnia rozpoczął szkolenie w Johnson Space Center.
- 1994-1995 – po ukończeniu dwuletniego przeszkolenia podstawowego, podczas którego zdobył kwalifikacje pilota wahadłowca, Jett trafił do Biura Astronautów NASA. Bardzo szybko włączono go do załogi misji STS-72.
- 11-20 stycznia 1996 – wziął udział w locie STS-72 wahadłowca Endeavour.
- 1997 – był pilotem misji STS-81 na wahadłowcu Atlantis (12–22 stycznia). Od czerwca 1997 do lutego 1998 był przedstawicielem NASA w Centrum Wyszkolenia Kosmonautów im. J. Gagarina w Gwiezdnym Miasteczku pod Moskwą.
- 1998 – został wyznaczony dowódcą wyprawy STS-97 na wahadłowcu Endeavour.
- od 30 listopada do 11 grudnia 2000 – uczestniczył w locie STS-97/ISS 4A.
- 27 lutego 2002 – był wyznaczony na dowódcę misji STS-115, która pierwotnie miała mieć miejsce w 2003. Po  katastrofie promu Columbia lot był jednak wielokrotnie przekładany.
- 9-21 września 2006 – na pokładzie wahadłowca Atlantis uczestniczył w misji STS-115.
- 2013 – w styczniu opuścił NASA.

## Loty kosmiczne
- STS-72 (Endeavour F-10);

W dniach 11-20 stycznia 1996 uczestniczył jako pilot misji w locie STS-72. Razem z nim w kosmos polecieli: Brian Duffy (dowódca), Leroy Chiao (specjalista misji MS-1), Winston E. Scott (MS-2), astronauta japoński Kōichi Wakata (MS-3) oraz Daniel T. Barry (specjalista misji MS-4). 14 stycznia astronauci przechwycili na orbicie okołoziemskiej i umieścili w ładowni promu japońskiego satelitę badawczego SFU (Space Flyer Unit). Na 50 godzin umieszczono również w kosmosie naukowo-badawczego satelitę OAST-Flyer (Office of Aeronautics and Space Technology Flyer). W tym czasie oddalił się on od wahadłowca na odległość 72 km. Astronauci dwukrotnie opuszczali pokład Endeavour i w otwartej przestrzeni kosmicznej przeprowadzali eksperymenty technologiczne przydatne do planowanych prac przy montażu Międzynarodowej Stacji Kosmicznej. Poza tym prowadzono obserwacje atmosfery Ziemi oraz badania medyczno-biologiczne. Wahadłowiec zakończył misję 20 stycznia 1996, lądując na bieżni Kennedy Space Center.
- STS-81 (Atlantis F-18);

12 stycznia 1997 Brent Jett rozpoczął swój drugi lot w kosmos. Ponownie pełnił funkcję pilota podczas lotu promu Atlantis w czasie misji STS-81. Dowódcą wyprawy był Michael A. Baker, a specjalistami misji: Peter J. K. Wisoff (MS-1), John M. Grunsfeld (MS-2), Marsha S. Ivins (MS-3) oraz Jerry M. Linenger (MS-4). Był to piąty lot wahadłowca Atlantis w kierunku radzieckiej stacji kosmicznej Mir. Na pokładzie wahadłowca na pokład Mira został dostarczony astronauta Jerry Linenger. Pozostał on na stacji razem z radzieckimi kosmonautami, a na Ziemię na pokładzie Atlantisa powrócił John Blaha, który pracował na stacji Mir przez kilka miesięcy. Poza tym wahadłowiec przywiózł zapasy dla stałej załogi Mira. W czasie lotu przeprowadzono szereg eksperymentów technologicznych i medyczno-biologicznych. Po wykonaniu zaplanowanego programu misji wahadłowiec wylądował na bieżni KSC 22 stycznia 1997.
- STS-97/ ISS 4A (Endeavour F-15);

30 listopada 2000 Brent Jett po raz trzeci udał się w kosmos, tym razem jako dowódca promu Endeavour, podczas misji STS-97. Udział w niej wzięli również: pilot – Michael J. Bloomfield, specjaliści misji: Joseph R. Tanner (MS-1), astronauta z Kanady J. J.-P. Marc Garneau (MS-2), oraz Carlos I. Noriega (MS-3). Podczas lotu prom Endeavour połączył się z Międzynarodową Stacją Kosmiczną. Podczas EVA-1 dwaj astronauci zainstalowali na powierzchni stacji konstrukcję P6 z panelami baterii słonecznych. Z pokładu ISS pomagał im Marc Garneau sterując manipulatorem RMS. W ciągu następnych dni astronauci wielokrotnie testowali panele baterii słonecznych. Podczas EVA-2 podłączono nową konstrukcję do szyny zasilającej. 7 grudnia 2000 Tanner i Noriega poprawili naciągi na obu panelach, zainstalowali kilka anten i podłączyli kamerę, potrzebną w misji STS-98 do naprowadzenia modułu Destiny. Dopiero 8 grudnia 2000 astronauci z wyprawy STS-97 weszli do modułu Unity i spotkali się z pierwszą stałą załogą Międzynarodowej Stacji Kosmicznej – Williamem Shepherdem, Jurijem Gidzenko i Siergiejem Krikalowem. Obie załogi przetestowały nową konfigurację stacji (z rozwiniętymi panelami P6), a następnie przeniosły wyposażenie i zaopatrzenie na pokład ISS. Na pokład Endeavour przeniesiono z kolei zużyte lub niesprawne elementy. 9 grudnia, po odcumowaniu od ISS, wahadłowiec przez 45 minut obleciał stację, fotografując jej powierzchnię, a następnie rozpoczął lot autonomiczny. 11 grudnia 2000 załoga wylądowała pomyślnie na bieżni KSC.

## Odznaczenia i nagrody
- Naval Astronaut Badge
- Naval Aviator Badge
- Defense Superior Service Medal
- Legia Zasługi
- Distinguished Flying Cross
- Defense Meritorious Service Medal
- Navy Commendation Medal
- NASA Outstanding Leadership Medal
- NASA Exceptional Service Medal
- NASA Exceptional Engineering Achievement Medal
- NASA Space Flight Medal – czterokrotnie
- Dyplom Akademii Morskiej Stanów Zjednoczonych za zajęcie 1. miejsca wśród 976 absolwentów rocznika (1981)
- Ukończona z wyróżnieniem w Szkoła Pilotów Doświadczalnych Marynarki (US Naval Test Pilot School) (1995)
- Universal Astronaut Insignia za lot orbitalny (nr 338) – Stowarzyszenie Uczestników Lotów Kosmicznych (Association of Space Explorers(inne języki))[1]

## Wykaz lotów
| Loty kosmiczne, w których uczestniczył Brent W. Jett           | Loty kosmiczne, w których uczestniczył Brent W. Jett | Loty kosmiczne, w których uczestniczył Brent W. Jett | Loty kosmiczne, w których uczestniczył Brent W. Jett | Loty kosmiczne, w których uczestniczył Brent W. Jett | Loty kosmiczne, w których uczestniczył Brent W. Jett | Loty kosmiczne, w których uczestniczył Brent W. Jett |
| Nr                                                             | Data startu                                          | Statek kosmiczny                                     | Data lądowania                                       | Statek kosmiczny                                     | Funkcja                                              | Czas trwania                                         |
| -------------------------------------------------------------- | ---------------------------------------------------- | ---------------------------------------------------- | ---------------------------------------------------- | ---------------------------------------------------- | ---------------------------------------------------- | ---------------------------------------------------- |
| 1                                                              | 11 stycznia 1996                                     | STS-72 Endeavour F-10                                | 20 stycznia 1996                                     | STS-72 Endeavour F-10                                | Pilot misji                                          | 8 dni 22 godziny i 40 sekund                         |
| 2                                                              | 12 stycznia 1997                                     | STS-81 Atlantis F-18                                 | 22 stycznia 1997                                     | STS-81 Atlantis F-18                                 | Pilot misji                                          | 10 dni 4 godziny 55 minut i 23 sekundy               |
| 3                                                              | 1 grudnia 2000                                       | [STS-97 Endeavour F-15                               | 11 grudnia 2000                                      | STS-97 Endeavour F-15                                | Dowódca misji                                        | 10 dni 19 godzin 57 minut i 24 sekundy               |
| 4                                                              | 9 września 2006                                      | STS-115 Atlantis F-27                                | 1 września 2006                                      | STS-115 Atlantis F-27                                | Dowódca misji                                        | 11 dni 19 godzina 6 minut i 35 sekund                |
| Łączny czas spędzony w kosmosie – 41 dni 18 godzin i 2 sekundy |                                                      |                                                      |                                                      |                                                      |                                                      |                                                      |